# Chelosiowa Jama-Jaworznicka
Die Höhle Chelosiowa Jama-Jaworznicka ist eine Höhle im Massiv des Heiligkreuzgebirges in Jaworznia in Polen.
Die Höhle befindet sich im ehemaligen Steinbruch Jaworznia in der Gemeinde Piekoszów, ist ca. 3670 Meter lang und ihre Öffnung liegt auf einer Höhe von 257 m n.p.m.. Sie ist nach der Jaskinia Niedźwiedzia in den Sudeten (Glatzer Schneegebirge) die zweitlängste polnische Höhle außerhalb der Tatra (Westtatra).